# Onosma tricerospermum
Onosma tricerospermum är en strävbladig växtart. Onosma tricerospermum ingår i släktet Onosma och familjen strävbladiga växter.

## Underarter
Arten delas in i följande underarter:
- O. t. alpicolum
- O. t. atlantica
- O. t. catalaunicum
- O. t. fastigiatum
- O. t. granatensis
- O. t. hispanicum
- O. t. mauretanicum
- O. t. tricerospermum
- O. t. maroccanum